# 玛丽·马丁
玛丽·马丁（英語：Mary Martin，1913年12月1日—1990年11月3日），女，美国演员，曾获得黄金时段艾美奖迷你影集／电视电影最佳女主角。